# Saturnus (zespół muzyczny)
Saturnus – duński zespół, wykonujący początkowo muzykę w stylu death doom, założony w roku 1991. W ostatnich dokonaniach zespołu wyraźnie można dostrzec ewolucję w stronę bardziej melodyjnej stylistyki, bliskiej dokonaniom zespołów gotyckich.
Po odejściu Kima Larsena z zespołu (1999), oraz wydaniu roku albumu "Martyre" (2000), Saturnus długo nie dawał znaku życia. Jednak w 2006 roku, w mocno zmienionym składzie Saturnus wydał nowy album zatytułowany "Veronika Decides to Die".
W 2000 roku Kim Larsen, razem z innymi członkami Saturnusa założyli siostrzaną formację The Loveless, nawiązującą klimatem i stylem do muzyki znanej z Saturnus, jednak podanym w lżejszej, bardziej przebojowej formie.

## Muzycy

### Obecny skład zespołu
- Thomas Akim Grønbæk Jensen - śpiew
- Peter Erecius Poulsen - gitara
- Tais Pedersen (Usipian) - gitara
- Lennart Jacobsen - gitara basowa
- Nikolaj Borg (Withering Surface) - perkusja
- Anders Ro Nielsen - instrumenty klawiszowe

### Byli członkowie zespołu
Gitara:
- Christian Brenner
- Kim Sindahl
- Mikkel Andersen
- Morten Skrubbeltrang
- Jens Lee
- Kim Larsen

Perkusja
- Pouli Choir
- Henrik Glass
- Jesper Christensen
- Jesper Saltoft
- Morten Plendge

Gitara basowa:
- Peter Heede
- Brian Hansen

## Dyskografia

### Płyty studyjne
- Paradise Belongs To You (1997)
- For The Loveless Lonely Nights (1998)
- Martyre (2000)
- Veronika Decides to Die (2006)
- Saturn in Ascension (2012)

### Inne
- Demo 1994 (demo) (1994)
- Paradise Belongs to You (advance tape) (demo) (1996)
- For the Loveless Lonely Nights (ep) (1998)
- Rehearsal studio tracks 2004 (demo) (2004)